# Lamma (isten)
Lamma (𒀭𒆗 vagy 𒀭𒄨 DINGIR.LAM vagy 𒀭𒇴𒈠 dlam-ma) sumer eredetű istenség. Neve arra utal, hogy alacsonyabb rangú, aki jótékony és védő funkciójú. A LAM (= virágzik, kibontakozik), néhány esetben a MA (= föld, vidék, terület, térség) utótagot is hozzáteszik. A jótékony és védelmező Baú (dba-u2) istennő himnuszában nem eldönthető, hogy a lam-ma szó az istennő jelzője vagy azonosítása, mert az előtte lévő jel elmosódott, akár dingir is lehet.
A későbbiekben több lammát képzeltek el, akik egyfajta szellemként, őrangyalként vigyáztak az emberekre. Ezen lammáknak nem volt külön nevük. A művészetben meglehetősen egységes formában ábrázolták őket, a pecséthengerek bevezető szövegeiben gyakran említik. Később az akkád–asszír lamasszu szobrai hatalmas, szárnyas és emberfejű bikákká alakultak. Ezek a szobrok vigyázták a paloták és templomok átjáróit.
Szobrain általában egy vagy két kezét imára emeli valamelyik nagyobb istenhez. Többszarvú fejdíszt visel, ruhája redőzött, hosszú, gyapjú vagy báránybőr. Nyakában nyaklánc, amely mellén és hátán is függővel díszített.
A hettitáknál oltalmazó isten (DLAMMA), aki a Telipinusz mítoszban szerepel. Ő várja Telipinusz visszatértét egy galagonyabokor tövében ülve. A Kumarbi-ciklusban önálló története is van, a LAMMA királysága (CTH#343).

## Lásd még
- lamasszu
- lamastu
- sédu
- ilu
- istaru